# اسپرینگ ولی (نیوجرسی)
اسپرینگ ولی (به انگلیسی: Spring Valley) یک منطقهٔ مسکونی در ایالات متحده آمریکا است که در مارلبورو، نیوجرسی واقع شده‌است. اسپرینگ ولی ۲۷٫۱۳ متر بالاتر از سطح دریا واقع شده‌است.